# Alice Bridges
Alice Bridges   (Waterville, 19 de juliol de 1916 - Carlisle, 5 de maig de 2011), també coneguda pel nom de casada Alice Roche, fou una nedadora estatunidenca que va competir durant la dècada de 1930.
El 1936 va prendre part en els Jocs Olímpics de Berlín, on guanyà la medalla de bronze en la prova dels 100 metres esquena del programa de natació. Durant la seva curta carrera com a nedadora va establir tres rècords mundials i vint rècords estatunidencs.